# Marseilles-lès-Aubigny
Marseilles-lès-Aubigny là một xã thuộc tỉnh Cher trong vùng Centre-Val de Loire miền trung Pháp.

## Dân số
| 1962                                | 1968 | 1975 | 1982 | 1990 | 1999 | 2006 |
| ----------------------------------- | ---- | ---- | ---- | ---- | ---- | ---- |
| 913                                 | 963  | 917  | 876  | 802  | 691  | 682  |
| Từ năm 1962 Dân số không tính trùng |      |      |      |      |      |      |